# Staffeln (Vermessung)
Unter Staffeln (auch Staffelmessung, Staffelvermessung) versteht man das stückweise horizontale Messen mit dem Messband im geneigten Gelände. Man beginnt beim höher gelegenen Punkt, misst also bergab. Nach maximal 10 m waagerecht gemessener Strecke (größere Strecken verursachen einen zu großen Banddurchhang) wird abgelotet. Ist das Gelände stark geneigt, kann diese Strecke durchaus kürzer sein, damit man das Schnurlot oder die mit einem Lattenrichter vertikal gestellte Fluchtstange anhalten kann. An der abgeloteten Stelle wird das Messband mit dem Maß der Ablotestelle wieder angelegt, um überflüssige und fehleranfällige Additionen zu vermeiden. Die Gesamtstrecke ergibt sich dann aus der Zahl der vollen Messbandlängen plus dem Reststück.

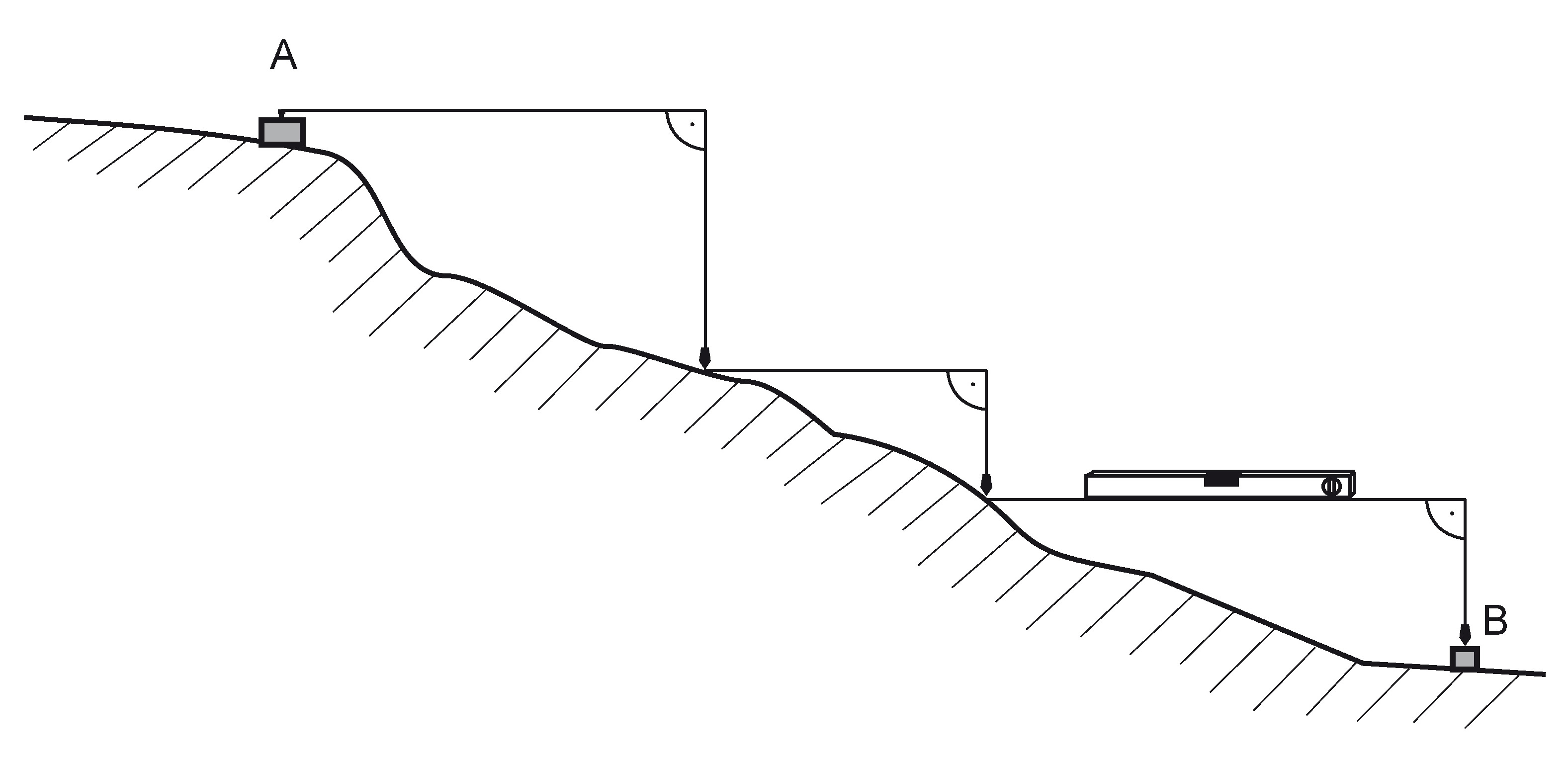
Staffeln: Prinzip der horizontalen Längenmessung in geneigtem Gelände

Aufgrund moderner Messmethoden mit elektronischen Geräten hat diese Messmethode heute nur noch untergeordnete Bedeutung.